# Cine RealD

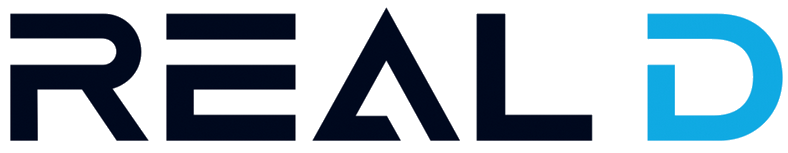

El RealD es un sistema de proyección de Cine 3D. Para poder ofrecer la sensación 3D, este sistema no requiere de dos proyectores sino de solo uno. De este modo las salas de cine convencional pueden ofrecer a sus usuarios cine en 3D sin necesidad de hacer un gasto muy importante. Aun así este nuevo sistema hace necesario que el público se tenga que poner las gafas polarizadas y la velocidad de reproducción aumenta hasta las 144 imágenes por segundo.

## Funcionamiento
Para poder obtener la sensación de tridimensionalidad el realD utiliza las mismas técnicas ya conocidas hasta ahora: ofrecer a cada ojo una imagen ligeramente diferente a la del otro ojo haciendo que el cerebro las interpole obteniendo una imagen final con sensación de profundidad.
Las salas que ofrecen cine 3D requieren de 2 proyectores para reproducir las imágenes tomadas en dos cámaras simulando la captación del SVH. Un proyector proyecta la luz con una polarización de 45° respecto a la horizontal y el otro proyector, con un ángulo de –45.º El espectador lleva puestas unas gafas polarizadas del mismo modo de tal forma que cada ojo sólo ve la imagen de uno de los dos proyectores. Es el cerebro quien se encarga de interpolar las imágenes obteniendo la sensación 3D.

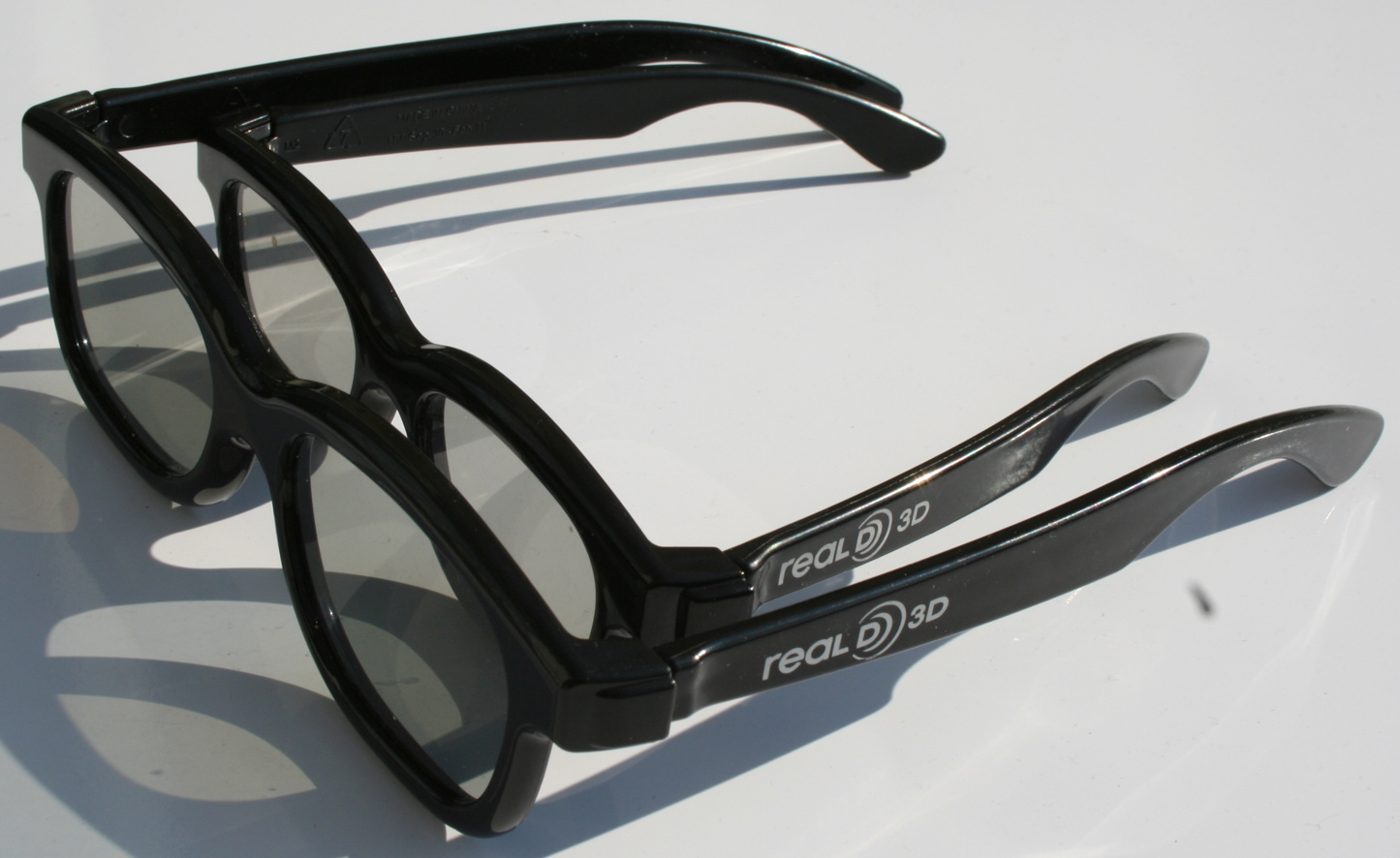
Las gafas 3D proporcionan al espectador la experiencia en tercera dimensión.

En realD, el espectador tiene que llevar las mismas gafas pero solo es necesario un proyector. Este proyecta de forma alternativa las imágenes que tienen que ir al ojo izquierdo y al ojo derecho. Para que cada ojo vea sólo la imagen que le toca, el proyector está equipado con una lente polarizada de cristal líquido capaz de polarizar de diferente modo la luz que pasa a través. La polarización de esta lente cambia de forma sincronizada con las imágenes que se proyectan (-45° y +45° alternativamente). La forma en que se polarizan las gafas y la lente del proyector es de forma circular.
La pantalla sobre la cual se realizaran las proyecciones no puede ser como las convencionales. Dicha pantalla ha de ser capaz de no sólo reflectar la luz sino también la forma en que está polarizada. Por eso se utilizan pantallas plateadas en el sistema realD.

### Efectos adversos
Las gafas "Real 3D" usadas por RealD no se deben utilizar como gafas de sol (a pesar de su tinte oscuro), debido a su efecto sobre la radiación UV, estas gafas pueden exponer a la retina del ojo a una dosis aún mayor de radiación potencialmente nociva.
Dentro de los Cines algunos espectadores de películas en 3D se han quejado de dolores de cabeza o náuseas durante o después de utilizarlas.

## Tasas de reproducción
El cine actual reproduce a 24 imágenes/segundo. Según las leyes de la persistencia de la visión, para no percibir el parpadeo en la pantalla, la frecuencia de reproducción tiene que ser superior a las 40 imágenes / segundo; se hace evidente que una reproducción a tal velocidad se percibiría el parpadeo de modo que para solucionar este problema cada imagen (frame) se muestra 2 veces. De este modo el espectador vea 48 imágenes / segundo. Aun así podemos encontrar casos en que cada imagen sea repetida 3 veces haciendo que la tasa de reproducción aumente a 72 imágenes / segundo (valor muy por encima del límite).
En realD tenemos que continuar cumpliendo con este compromiso. En este sistema cada ojo verá 1 de cada 2 imágenes de modo que para garantizar una correcta visualización el sistema tendría que reproducir a 80 imágenes / segundo como mínimo. 

Distribución temporal de las imágenes en el sistema realD.

Para huir del límite crítico el sistema reproduce a 144 imágenes / segundo, 6 veces por encima de las 24 imágenes / segundo. Cada 1/24 segundos, se muestran alternativamente 3 imágenes repetidas para el ojo derecho y 3 más para el izquierdo. De este modo cada ojo verá a 72 imágenes / segundo. Dicha secuencia será percibida libre de parpadeos. A esta misma frecuencia de 72 Hz es la misma que el polarizador situado a la lente del proyector tendrá que alternar la forma en que polariza la luz.

|                                | Cine 2D convencional | Cine 3D convencional | RealD                                      |
| ------------------------------ | -------------------- | -------------------- | ------------------------------------------ |
| Imágenes/segundo reproducidas  | 48                   | 48                   | 144*                                       |
| Imágenes/segundo diferentes    | 24                   | 24                   | 24                                         |
| Nº repeticiones de cada imagen | 2veces**             | 2veces**             | 3 veces ojo derecho, 3 veces ojo izquierdo |
| Nº de proyectores              | 1                    | 2                    | 1                                          |

*72 por cada ojo

**Aun así podemos encontrar casos que cada imagen se repite 3 veces y el número de imágenes por segundo llega a las 72

## Ventajas e inconvenientes del sistema

### Ventajas
- Debido a la forma de polarizar las imágenes, se reduce considerablemente el efecto de “imagen fantasma” que se da cuando el ojo derecho ve las imágenes del ojo izquierdo y viceversa.
- El hecho de estandarizar el RealD a las salas de cine, hace que la grabación con dispositivos personales de los espectadores sea más complicada ya que no se captará el efecto 3D y el vídeo resultante será desastroso debido a la captación de las imágenes para el ojo derecho y el ojo izquierdo.
- Para las salas convencionales de cine no hará falta adquirir un doble proyector por sala sino añadir leves modificaciones al existente, si es digital.

### Inconvenientes
- El hecho de utilizar dos polarizadores (uno en el proyector y el otro en las gafas) hace que la imagen que capte el ojo sea más oscura que si no los hubiera. Para solucionar este problema se tiene que instalar una pantalla que absorba muy poca luz y que además no altere la forma en que la luz está polarizada. Por eso es necesario sustituir las pantallas convencionales.

## Películas
En este listado aparecen las películas que se estrenaron o estrenarán con el sistema 2D convencional y su estreno en el sistema realD. En muchos casos y sobre todo en películas que se estrenarán en un futuro la aparición de los dos formatos se hará en el mismo año. Aun así podemos encontrar películas ya estrenadas que se editaran de nuevo en el sistema RealD.